# Џој (Илиноис)
Џој (енгл. Joy) град је у америчкој савезној држави Илиноис.

## Демографија
По попису из 2010. године број становника је 417, што је 44 (11,8%) становника више него 2000. године.
| Група             | 2000.       | 2010.       |
| Белци             | 367 (98,4%) | 399 (95,7%) |
| Афроамериканци    | 0 (0,0%)    | 0 (0,0%)    |
| Азијати           | 0 (0,0%)    | 1 (0,2%)    |
| Хиспаноамериканци | 4 (1,1%)    | 16 (3,8%)   |
| Укупно            | 373         | 417         |